# Équipe du Guangdong féminine de football
L’Équipe du Guangdong féminine de football (chinois simplifié : 广东女子足球队 ; chinois traditionnel : 廣東女子足球隊) est une équipe de football féminin chinois. L’équipe évolue actuellement dans le championnat de Chine féminin de football.

## Histoire
L’équipe fut créée en 1983 par l’association du football du Guangdong, la fédération provinciale du football du Guangdong. Elle participait aux Jeux nationaux de Chine et des autres compétitions nationales.
En 1996, la société HighSun et l’association du football du Guangdong ont signé un contrat de sponsorisation. L’équipe prenait donc le nom «l’Équipe HighSun du football féminin du Guangdong» .
En 2014, la Fédération de Chine de football a annoncé le plan de relancer une ligue professionnelle du football féminin en 2015. La fédération a annoncé aussi que les huit meilleures équipes de la saison 2014 vont participer à la nouvelle ligue professionnelle et que les autres 8 équipes vont participer à la 2e division. Au fin de la saison, Guangdong fut parmi les huit équipes qui vont participer à la 2e division.
En 2016, le club sportif Suoka, situé à Zhuhai, devint le sponsor de l’équipe du Guangdong. L’équipe fut délocalisé donc à Zhuhai.
En novembre 2017, la société Huijun replaça Suoka et devint le nouveau sponsor de l’équipe du Guangdong. Huijun a aussi délocalisé l’équipe de Zhuhai à Meizhou.
Le 21 octobre 2018, l’équipe du Guangdong se qualifie pour la Super Ligue en remportant le championnat de la 2e division.
En 2020, le Club de football Meizhou Hakka (zh) de la deuxième division masculine a signé avec l’association du football du Guangdong un accord de fortifier en coopération l’équipe féminine du Guangdong. Cependant, au fin de 2022, Meizhou Hakka a annoncé qu’elle cessera de sponsoriser l’équipe du Guangdong.
Pendant la saison 2023, l’équipe du Guangdong devait disputer ses matchs à domicile à quatre stades différents:
- Le centre sportif de Lecong (zh);
- Le centre sportif de Shishan (zh);
- Le stade olympique du Guangdong;
- Le centre sportif Lotus-du-Siècle.

## Palmarès
| Saison          | Matchs joués    | Victoires       | Matchs nuls     | Défaits         | Buts pour       | Buts contre     |
| Division A (zh) | Division A (zh) | Division A (zh) | Division A (zh) | Division A (zh) | Division A (zh) | Division A (zh) |
| --------------- | --------------- | --------------- | --------------- | --------------- | --------------- | --------------- |
| 2015            | 12              | 4               | 6               | 2               | 8               | 3               |
| 2016            | 14              | 4               | 0               | 10              | 14              | 19              |
| 2017            | 14              | 7               | 2               | 5               | 27              | 18              |
| 2018            | 12              | 9               | 3               | 0               | 24              | 5               |
| Super ligue     |                 |                 |                 |                 |                 |                 |
| 2019            | 14              | 4               | 2               | 8               | 15              | 36              |
| 2020            | 9               | 2               | 2               | 5               | 10              | 18              |
| 2021            | 9               | 3               | 3               | 3               | 12              | 12              |
| 2022            | 18              | 5               | 2               | 11              | 18              | 28              |
| 2023            | 21              | 6               | 6               | 9               | 13              | 32              |
| 2024            | 22              | 12              | 7               | 3               | 39              | 26              |

## Équipe réserve
Afin de participer aux Jeux nationaux de Chine en 2021, l’association du football du Guangdong a créé une nouvelle équipe féminine des moins de 18 ans. Après les jeux nationaux, cette équipe est devenue sponsorisée par le Guangzhou City FC et commençait sa participation à la troisième division du football féminin en Chine. En 2023, après que le Guangzhou City FC a cessé ses activités en tant qu’un club professionnel, la société de la loterie sportive de Chine est devenue le nouveau sponsor.

### Note
1. ↑  Seule la nationalité sportive est indiquée. Une joueuse peut avoir plusieurs nationalités mais n'a le droit de jouer que pour une seule sélection nationale.
2. ↑  Seule la sélection la plus importante est indiquée.